# KBV 201
KBV 201 är ett av Kustbevakningens två kombinationsfartyg i 201-serien; systerfartyget är KBV 202. Att fartyget är ett kombinationsfartyg innebär att det kan användas både i sjöövervaknings- och miljöräddningstjänst. Fartyget byggdes på Karlskronavarvet och levererades i september 2001. KBV 201 stationerades vid leveransen i Karlskrona, där det ersatte KBV 711. Den 1 januari 2017 förflyttades fartyget till Malmö från Helsingborg.

## Verksamhet
Fartyget var år 2006 med i sökandet efter den besättningsman som försvann i samband med lastfartyget Finnbirchs förlisning. Med hjälp av en fjärrstyrd undervattensfarkost (ROV) hittades personen av personalen ombord på KBV 201.